# Jurinea multiflora
Jurinea multiflora là một loài thực vật có hoa trong họ Cúc. Loài này được (L.) B.Fedtsch. mô tả khoa học đầu tiên năm 1911.